# 117 a.C.
Il 117 a.C. (CXVII a.C. in numeri romani) è un anno  del II secolo a.C.

## Eventi
- Lucio Cecilio Metello Diademato, Quinto Muzio Scevola Augure diventano consoli della Repubblica romana.
- La provincia di Dalmazia all'est del mare Adriatico è aggredita nuovamente da Roma.

## Nati
- Lucio Licinio Lucullo, generale e politico romano († 56 a.C.)

## Morti
- Huo Qubing, militare e generale cinese (n. 140 a.C.)
- Sima Xiangru, poeta cinese